# And She Said
「and She Said」（アンド シー セッド）は、日本のロックバンド、L'Arc〜en〜Cielの2作目のビデオシングル。VHS版は1995年5月21日、DVD版は2003年12月17日発売。発売元はKi/oon Sony Records。

## 概要
前作「Blurry Eyes」から約7ヶ月ぶりとなる新譜で、メジャーデビューシングル「眠りによせて」以来となるビデオシングルの第二弾。また、本作のレコーディングは、1995年3月から本格的に始まったアルバム『heavenly』の録音作業の期間中に行われている。
本作の表題曲「and She Said」は、気怠さとサイケデリックな雰囲気を内包した楽曲となっている。なお、作詞・作曲を担当したhyde曰く、制作の際にサイケ期の頃のビートルズをイメージしていたといい、歌詞を書く前に同バンドの詩の全集を読んだと述べている。（詳細は楽曲解説の項目を参照）
また、本作には2曲目として、前作「Blurry Eyes」のミュージック・ビデオが収録されている。さらに本作のエンディングロールでは、表題曲「and She Said」のインストゥルメンタルが一部流されている。

## リリース

### リリースの経緯
本作は、1995年に開催したライヴツアー「in CLUB '95」の初日公演に合わせてリリースされた映像作品となっている。tetsuyaは、本作の発売日をツアー初日公演に合わせた理由について「ツアーが始まる前にプレゼント的な新曲を出したかった」と語っている。また、kenも「前から俺らを知ってるファンの人たちへのプレゼントというか、そういう人たちが観て楽しめるものをと思って」と語っており、メンバー主導でリリースが決定したことがうかがえる。
さらに表題曲を作曲したhydeは、前年発表の「眠りによせて」に引き続き、ビデオシングルという形態でリリースしたことについて「デビューのときもビデオだったんで、一年後の今、また出してもいいんじゃないか、と。ちょうどツアーも始まるってことでタイミングも合ったし」と述べている。
なお、L'Arc〜en〜Cielは1994年のメジャーデビュー以降、メンバーの与り知らぬところで活動内容が決められたことがあったため、同年の年末ごろにメンバー4人だけで集まり、今後の活動方針を決めるミーティングを行ったという。そして4人でミーティングした結果、1994年にあまりライヴを実施出来なかったことを踏まえ、「1995年はライヴを中心とした活動にシフトする」という方針が決まっている。tetsuyaはこのミーティングを振り返り「"俺らは操り人形じゃないから、自分たちで決めてやろうぜ！"って決めたんですよ」と述懐している。

### リリース形態
本作は、「眠りによせて」以来久々に、ビデオシングルと呼ばれる”VHSを音楽メディアとして用いた規格”で販売されている。本作発売当時、ミュージック・ビデオは一般的に商品として入手し難いものであったため、ビデオシングルという形態は斬新とされていた。ただ、VHSにCDのような手軽さがないためか、この商品形態が音楽業界全体に浸透することはなかった。こういった背景が原因となったか定かではないが、この作品を発表した後は現在に至るまで、L'Arc〜en〜Cielが"ビデオシングル"という形態の映像作品をリリースすることはなかった。
なお、2003年12月17日にはDVD版が未発売だった本作品に加え、『眠りによせて』『Siesta 〜Film of Dreams〜』『heavenly 〜films〜』の計4タイトルのDVD版、さらに『A PIECE OF REINCARNATION』と『ハートに火をつけろ!』の計2タイトルのDVD再発版が同時発売されている。

## ミュージックビデオ
表題曲「and She Said」のミュージック・ビデオは、丹修一がディレクターを務めた作品となっている。映像には、バンド演奏のシーン以外に、メンバーが撮影現場に到着した様子や、楽屋で和気あいあいと過ごしている模様が挿入されている。さらに、撮影ではスタッフ役として外国人エキストラを起用しており、エキストラの合図によりバンド演奏が始まるという演出が取り入れられている。
このように、本映像では遊びのある演出が随所に見受けられ、これまでのL'Arc〜en〜Cielの映像作品にはなかった作風に仕上げられている。sakuraはこのミュージック・ビデオについて「今までのビデオでも、オレらは遊んでいるところがあったんですよ。でも、シリアスに受け取られていたんで、もうちょっとわかりやすい雰囲気になるんじゃないかな」と述べている。余談だが、映像の中には、hydeとsakuraがトランプで遊んでいる近くで、kenがラジカセにカセットテープを入れ、曲をかけるシーンが存在する。このシーンでは、当時未発表曲だった次作「Vivid Colors」がサプライズでラジカセから流されている。
このミュージック・ビデオは、2003年3月19日に発表したベストアルバム『The Best of L'Arc-en-Ciel c/w』の初回限定盤特典DVDにも収録されているが、この作品にはバンド演奏部分のみが収められている。また、2007年2月14日に発表したクリップ集『CHRONICLE 0 -ZERO-』にも収録されたが、この作品は演奏シーン以外を含めフルサイズ収録されている。2019年12月11日には公式YouTubeアーティストチャンネルにおいて、YouTube Music Premium限定で映像の有料公開が開始されている。前述のYouTubeチャンネルでの有料公開開始から約2年4ヶ月後となる2022年4月1日からは、同サイトで映像の無料公開が開始されている。

## 収録曲
| #         | タイトル                     | 作詞      | 作曲      | 編曲            | 時間  |
| --------- | ---------------------------- | --------- | --------- | --------------- | ----- |
| 1.        | 「and She Said」(Music Clip) | hyde      | hyde      | L'Arc〜en〜Ciel | 8:06  |
| 2.        | 「Blurry Eyes」(Music Clip)  | hyde      | tetsu     | L'Arc〜en〜Ciel | 4:43  |
| 合計時間: | 合計時間:                    | 合計時間: | 合計時間: | 合計時間:       | 12:49 |

## 楽曲解説
1. and She Said
  - 作詞・作曲: hyde / 編曲: L'Arc〜en〜Ciel

気怠さとサイケデリックな雰囲気を内包した楽曲。作詞・作曲を担当したhyde曰く、この曲のイメージはビートルズだったという[1]。この印象を踏まえてか、この曲の仮タイトルは「ずうとるび」と名付けられていた。楽曲制作では、sakuraがhydeの望むサウンドを推察し[8]、ティンパニなどのパーカッションを曲に入れていったという[8]。この曲のリズムアプローチについて、sakuraは「"こうネラって曲を作ったに違いない"と、ティンパニとかを使ってみたら当たったり。それを聴いて、作曲したhydeが"この音だったのか"と納得したりとか。ようはフラワー・ムーヴメント系のイメージをオレの中でくみ取って叩いてみた[8]」と語っている。また、sakura曰く、この曲のドラム録りではミッチ・ミッチェル（ジミ・ヘンドリックス・エクスペリエンス）を意識して演奏したという[9]。さらに、tetsuyaはベース録りについて、「遊び感覚をふんだんに取り入れていて、ベースは豪快にスライドしてみたり、思わず"マジ？ふざけてんじゃないの？"って言ってしまうようなプレイをしている。いい意味で、ラフでオープンな気持ちで弾いた[8]」と語っている。ちなみにtetsuya曰く、この曲のベース録りではラフな質感を意識し、踏ん反り返ったような体勢でソファに座りプレイしてみたという[10]。
この曲の印象について、kenは「コード感というか、スケール感がとらえどころがない曲なんですが、メロディを追っていくと自然と流れていく[8]」と述べている。また、hydeはこの曲の出来栄えについて「（この曲は）ややこしいじゃないですか、展開が。だから、ライヴに向いてないだろうなって思っていたんですけど、みんな楽しんでくれて、すごくウレシイです[8]」とアルバム発売当時のインタビューで語っている。
歌詞は、曲のイメージと同様に、サイケ期の頃のビートルズを意識したリリックがのせられている。ちなみにhydeは、歌詞を書くにあたり、ビートルズの詩の全集を読んだという[1]。この曲の歌詞について、hydeは「根本にはビートルズのイメージがあったので、ビートルズの詩の全集を読んでみたんです。それで自分なりに多少勉強して、後は忘れて自由に書いたんです。だから"セロファン"という言葉とかは"真似してるんだよ"っていう感じで、敢えて使いました[1]」と述べている。余談だが、ビートルズの楽曲では、1967年に発表された「ルーシー・イン・ザ・スカイ・ウィズ・ダイアモンズ」で"セロファン"というワードが＜Cellophane flowers of yellow and green＞というフレーズで使われている。ちなみにhydeは、2003年にソロ名義でこのビートルズの曲をカバーしており、シングル「HORIZON」のカップリングにその音源を収めている。
また、hyde曰く、この曲の作詞作業では、兄の影響でビートルズを好んで聴いていたsakura[11]の意見も取り入れたという。作詞作業を振り返り、hydeは「この歌詞のイメージは、曲作りと同時進行だったけど、サビ以外の部分では、sakuraにアドヴァイスをもらったりして、自分なりに新しい試みとかができたと思います[8]」「この曲では作詞の面で、sakuraに具体的なアイディアを出してもらったんです。やっぱり、自分にはない部分っていうのを持っていますから、そういうところにインスパイアされて、自分の中で広がりましたね[1]」と語っている。余談だが、作詞作業を行うにあたり、hydeは「（作詞を）sakuraに頼もうかなとも思ったんです。Aメロの部分とかは、彼の方が合う[12]」と述懐している。ただ、レコーディング時間の都合により、sakuraに作詞を依頼するプランはhydeの中で白紙化されたという[12]。
2. Blurry Eyes
  - 作詞: hyde / 作曲: tetsu / 編曲: L'Arc〜en〜Ciel

1stシングルの表題曲。（楽曲解説は「Blurry Eyes#楽曲解説」を参照）
この曲のミュージック・ビデオは本作以外に、2003年発表のベストアルバム『The Best of L'Arc〜en〜Ciel 1994-1998』の初回限定盤特典DVD、2007年発表のクリップ集『CHRONICLE 0 -ZERO-』に収録されている。

## 参加ミュージシャン
- hyde：Vocal
- ken：Guitar
- tetsu：Bass
- sakura：Drums & Percussion
- and She Said
  - 秦野猛行：Keyboards

## 収録アルバム
オリジナルアルバム
- 『heavenly』 (#1)

ベストアルバム
- 『The Best of L'Arc〜en〜Ciel 1994-1998』 (#1)